# Ліванська війна (1982)
Ліванська війна 1982 (івр. מלחמת לבנון, «Milḥemet Levanon», араб. الإجتياح, «Al-Ijtīāḥ») або Операція «Мир для Галілеї» — військовий конфлікт в 1982 році, який відбувся на тлі громадянської війни в Лівані. Військова операція Ізраїлю на території Лівану мала на меті знищення баз Організації визволення Палестини (ОВП).

## Причини конфлікту
На межі 1970-1980-х Ліван та Ізраїль знов опинились на порозі загострення міждержавних відносин. Слабкість ліванського уряду за умов гострого конфлікту між спільнотами, який час від часу перетворювався на громадянську війну, дозволила Організації визволення Палестини (ОВП), за активної участі низки арабських країн (зокрема Сирії), перетворити південний Ліван на головну базу своєї військової діяльності проти Ізраїлю.
Територія, що прилягала до північного кордону Ізраїлю, знаходилася під контролем ОВП і отримала назву Фатхленд (за назвою створеного в 1956 палестинського національного руху ФАТХ — засновник Ясір Арафат). Вийшовши з-під контролю ліванської адміністрації, палестинці сконцентрували в Бейруті та інших містах великі військові арсенали, і, опираючись на них, активізували свої напади на ізраїльські об'єкти.
Ще одним чинником дестабілізації лівано-ізраїльських стосунків стало призначення у 1981 на пост міністра оборони Ізраїлю Аріеля Шарона, прихильника проведення «превентивних» заходів проти палестинців. Один з таких заходів був здійснений в липні 1981, коли ізраїльські війська протягом 2 тижнів завдавали ударів по південній частині Лівану. Лише після втручання міжнародної спільноти в особі ООН на деякий час стан у прикордонних районах стабілізувався. Попри укладення мирних угод, ОВП продовжила напади на Ізраїль шляхом терористичних актів проти громадян Ізраїлю за межами країни.

## Початок бойових дій
6 червня 1982 розпочалася широкомасштабна операція ізраїльської армії, що отримала назву «Мир Галілеї». Її основною метою була ліквідація «палестинської присутності» в Лівані, розгром загонів палестинського руху опору і ліванських національно-патріотичних сил, завдання удару по сирійських контингентах арабських сил стримування, послаблення тим самим Сирії.

## Сили сторін
Для проведення операції по нападу на Ліван ізраїльське командування виділило 6 дивізій чисельністю 85 000 осіб, 1 240 танків, 1 520 бронетранспортерів. В той час сирійські війська, розміщені в Бейруті та інших районах для підтримки безпеки, нараховували близько 30 000 солдатів у складі 9 бригад. Військова перевага була на користь ізраїльських військ у співвідношенні 1:2 по піхоті і 1:4 в танках, 1:2 в артилерії і протитанкових засобах, не враховуючи повної переваги в повітрі. Палестинські війська нараховували 25 000 бійців, озброєних вогнепальною зброєю, 160 танків, 50 ракетних пускових установок, 110 гармат і мінометів.

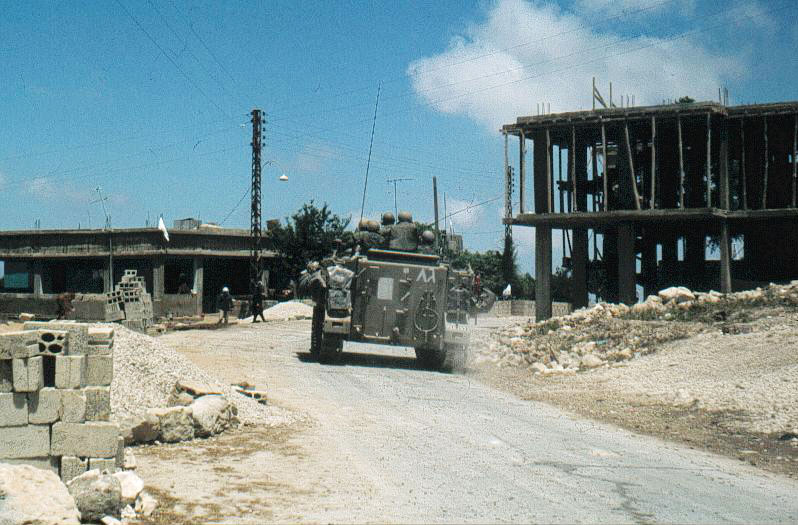
Ізраїльські війська в Південному Лівані, червень 1982

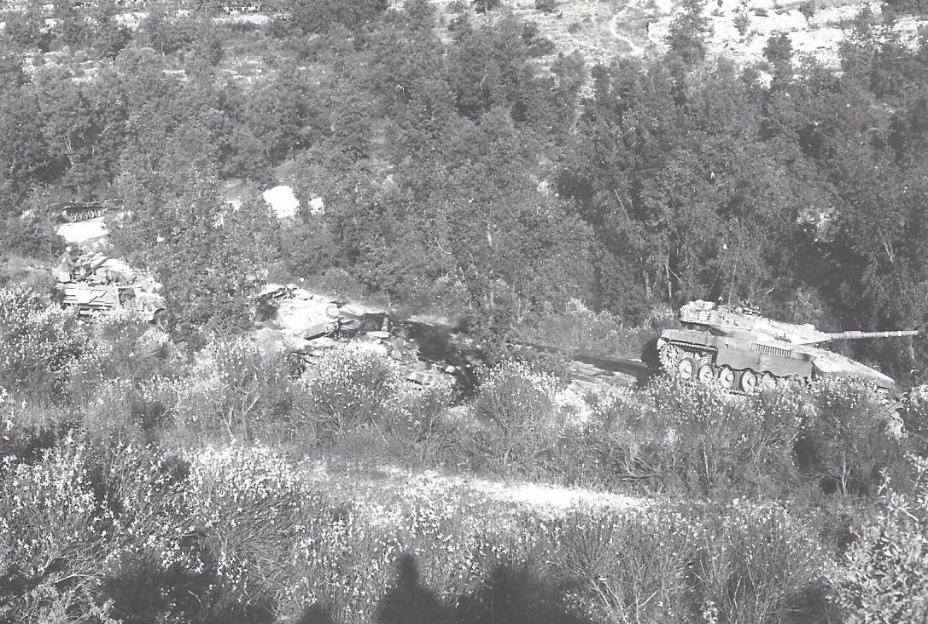
Ізраїльський танк проїжджає повз знищені сирійські танки під час битва при Джеззіні (1982)

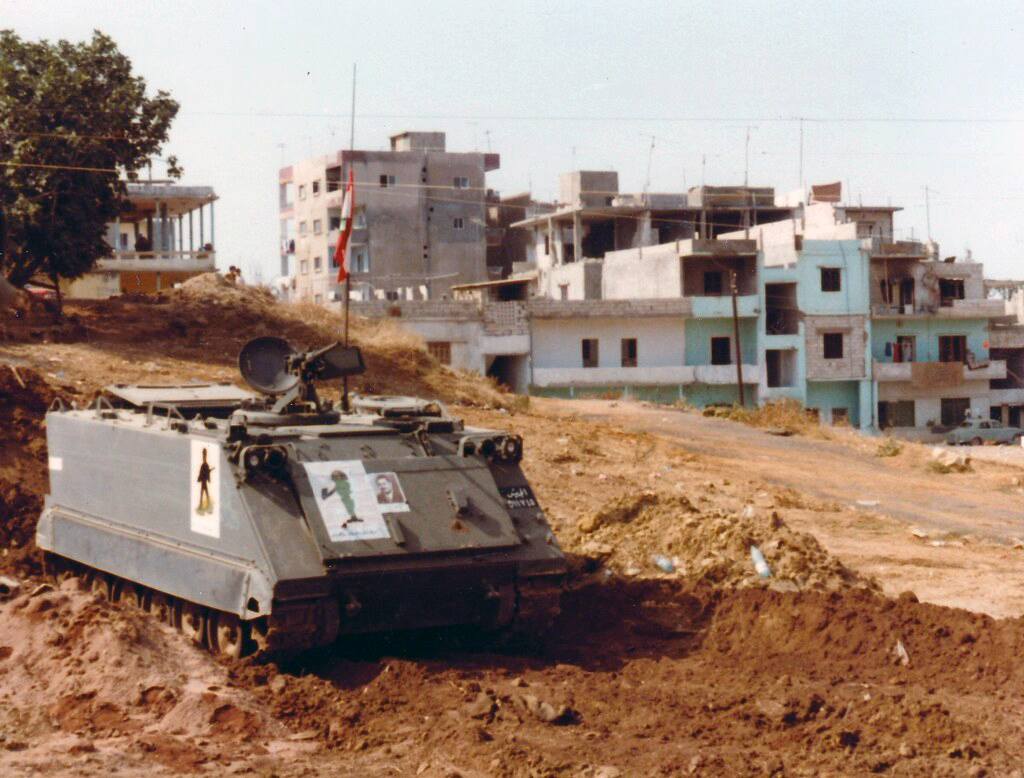
Ліванські війська у Бейруті, 1982

## Реакція міжнародної спільноти
Міжнародне співтовариство засудило агресію Ізраїлю проти Лівану. Вже 5 червня Рада Безпеки ООН прийняла резолюцію № 508, що закликала «всі сторони в конфлікті негайно і одночасно припинити військові дії в Лівані». Наступного дня Рада Безпеки прийняла одноголосно нову резолюцію № 509, в якій містилася вимога до Ізраїлю «негайно вивести свої військові сили за кордони Лівану, визнані міжнародною спільнотою».
10 червня Леонід Брежнєв відправив лист президенту США Рональду Рейгану, в якому оцінив становище в Лівані як «надзвичайно небезпечне». 11 червня Рональд Рейган звернувся до ізраїльського уряду із закликом покласти кінець військовим діям. Опівночі з 11 на 12 червня Ізраїль оголосив про одноосібне припинення вогню щодо Сирії. Сирія також заявила, що вона теж буде притримуватися такого режиму. Варто відмітити, що при цьому Ізраїль чітко окреслив своє небажання припиняти вогонь щодо ОВП

## Наслідки конфлікту
Таким чином, події з 6 по 12 червня 1982 увійшли в історіографію як перший етап лівано-ізраїльської війни. Результатом цього етапу було те, що під контроль ізраїльських сил перейшло близько 4 500 км² ліванської території, на якій повністю було знищено військово-економічну інфраструктуру ОВП. Ізраїльські війська захопили близько 540 арсеналів ОВП, більше 5 500 тонн військового спорядження, 1 320 бойових машин, у тому числі декілька десятків танків, 215 далекобійних гармат, 62 установки типу «катюша», більше 1 300 протитанкових ракет. Також було захоплено близько 9 000 представників ОВП, для утримання яких було створено особливий табір поблизу ліванського села Аль-Ансар. В ході військових дій Ізраїль втратив 130 осіб убитими і близько 600 пораненими.

### Перспектива Холодної війни
За словами Авраама Рабіновича, повне домінування технологій і тактик США та Ізраїлю над технікою та тактикою Східного блоку стало чинником, який прискорив розпад Варшавського пакту та Радянського Союзу. Однак це була не перша сутичка, в якій радянська зброя поступалася американській. У багатьох конфліктах Холодної війни американці та їх союзники мали переважаючі технології. Тим не менш, розрив між озброєнням Першого та Другого світу став більш очевидним у 1980-х і сильніше обтяжував лідерів Другого світу.